# Hans Ulrich Rudolf
Hans Ulrich Rudolf (* 28. April 1943 in Stuttgart-Bad Cannstatt) ist ein deutscher Historiker und Hochschullehrer.

## Leben
1971 wurde er an der Universität Tübingen zum Dr. phil. promoviert. Rudolf war Professor für Geschichte an der Pädagogischen Hochschule Weingarten. Zusammen mit Edgar Walter (* 1931), ebenfalls Professor für Geschichte an der PH Weingarten, gab er in den 1980er Jahren für Realschulen die Schulbuchreihe „Geschichte und Gegenwart“ heraus.
1995 wurde er mit dem Kulturpreis der Städte Ravensburg und Weingarten ausgezeichnet, 2018 mit der Bürgermedaille der Stadt Weingarten.
Rudolf war Vorsitzender der Gesellschaft Oberschwaben für Geschichte und Kultur.
Er ist seit 1963 Mitglied der katholischen Studentenverbindung AV Cheruskia Tübingen im CV.
Rudolf lebt in Weingarten (Württemberg).

## Veröffentlichungen
(Auswahl)
- Apostoli gentium. Studien zum Apostelepitheton unter besonderer Berücksichtigung des Winfried-Bonifatius und seiner Apostelbeinamen. Dissertation (Universität Tübingen). Göppingen 1971
- Grundherrschaft und Freiheit im Mittelalter. Düsseldorf 1976
- Der Landkreis Ravensburg im Spiegel des Schrifttums. Eine Kreisbibliographie. Ravensburg 1990, 2. Auflage 1999
- „Ein Buch von Gold und Silber“. Das Berthold-Sakramentar aus Weingarten (1215–1217). Einblicke in die schönste Handschrift aus dem Kloster Weingarten. Ravensburg 1996
- Die Benediktinerabtei Weingarten. Zwischen Gründung und Gegenwart. 1056–2006. Ein Überblick über 950 Jahre Klostergeschichte (mit Anselm Günthör). Lindenberg 2006
- Weingarten und sein Heiliges Blut.  Il Prezioso Sangue di Weingarten. Weingarten und Mantova, 2. Auflage 1998
- Weingarten. Welfen, Kloster und PH. Ausgewählte Aufsätze. Zepp.Text, Biberach 2023, 399 S., mit Publikationsverzeichnis H. U. Rudolf, ISBN 978-3-9825291-4-1

Herausgeberschaft:
- Der Dreißigjährige Krieg. Perspektiven und Strukturen (Wege der Forschung Bd. 451). Darmstadt 1977.
- Der Fruchtkasten des Klosters Weingarten. 1688–1988. Bergatreute 1989
- mit Norbert Kruse: 900 Jahre Heilig-Blut-Verehrung in Weingarten 1094–1994. Festschrift und Katalog. 3 Bände. Thorbecke, Sigmaringen 1994, ISBN 3-7995-0398-6
- Alte Klöster, neue Herren. Aufsatzband (in 2 Teilen) zur Landesausstellung Baden-Württemberg. Thorbecke, Ostfildern 2003
- Perthes Atlas Geschichte. Gotha und Stuttgart 2006.
- Hainricus-Sacrista-Sakramentar. Kommentar. Graz 2010
- Vom Dorf der Alamannen zur Stadt des Heiligen Bluts. Weingarten – gestern und heute. Kunstverlag Fink, Lindenberg 2015, ISBN 3-89870-917-5